# Arboretum du Cranou
El Arboreto de Cranou ( en francés: Arboretum du Cranou) es un arboreto de 14 hectáreas de extensión que se ubica en el interior de la « Forêt domaniale» de « Forêt du Cranou» de 1 321 hectáreas, en Saint-Eloy, Francia.

## Localización
Arboretum du Cranou Saint-Eloy, département du Finistère, Bretagne, France-Francia.
Planos y vistas satelitales, 48°19′1.8″N 4°4′59.66″O / 48.317167, -4.0832389
Está abierto a diario. Se puede visitar gratuitamente.
- Promedio Anual de Lluvias: 1173 mm.

## Historia
El arboreto fue creado en 1970 por la Office national des forêts (ONF) y el Institut national de recherche agronomique (INRA) para estudios de reforestación.
Como tal, que contenía plantaciones experimentales de un número limitado de especies, cada una de ellas representada por muchos especímenes, incluyendo 51 especies de  frondosas y coníferas tales como Picea de Sitka, Larix, y Cryptomeria.
El arboreto fue renovado en 2008 para agregar 45 especies (100 especímenes), con unas 90 especies adicionales (250 especímenes) plantadas en 2007, y un plan de llegar a 150 especies.

## Colecciones botánicas
Actualmente el arboreto, que fue remozado en 2008, está enfocado en estudiar el calentamiento global, pero con acceso libre para los caminantes.
Estos estudios de realizan en el sylvetum creado en 1970 por la Office national des forêts y el Institut national de la recherche agronomique que incluye 51 especies diferentes de frondosas y resinosas, plantadas allí experimentalmente para estudiar su comportamiento para la reforestación en el contexto de una clima oceánico muy húmedo (precipitaciones promedio anual: 1 173 mm) casi permanentemente (llueve tanto en invierno como en verano).
Como parte del arboreto, se han plantado nuevas especies de árboles (como liquidambar, el Douglas de Oregón de araucarias de Chile, el arrayanes, etc.) y 150 nuevas especies están previstas en un futuro próximo.

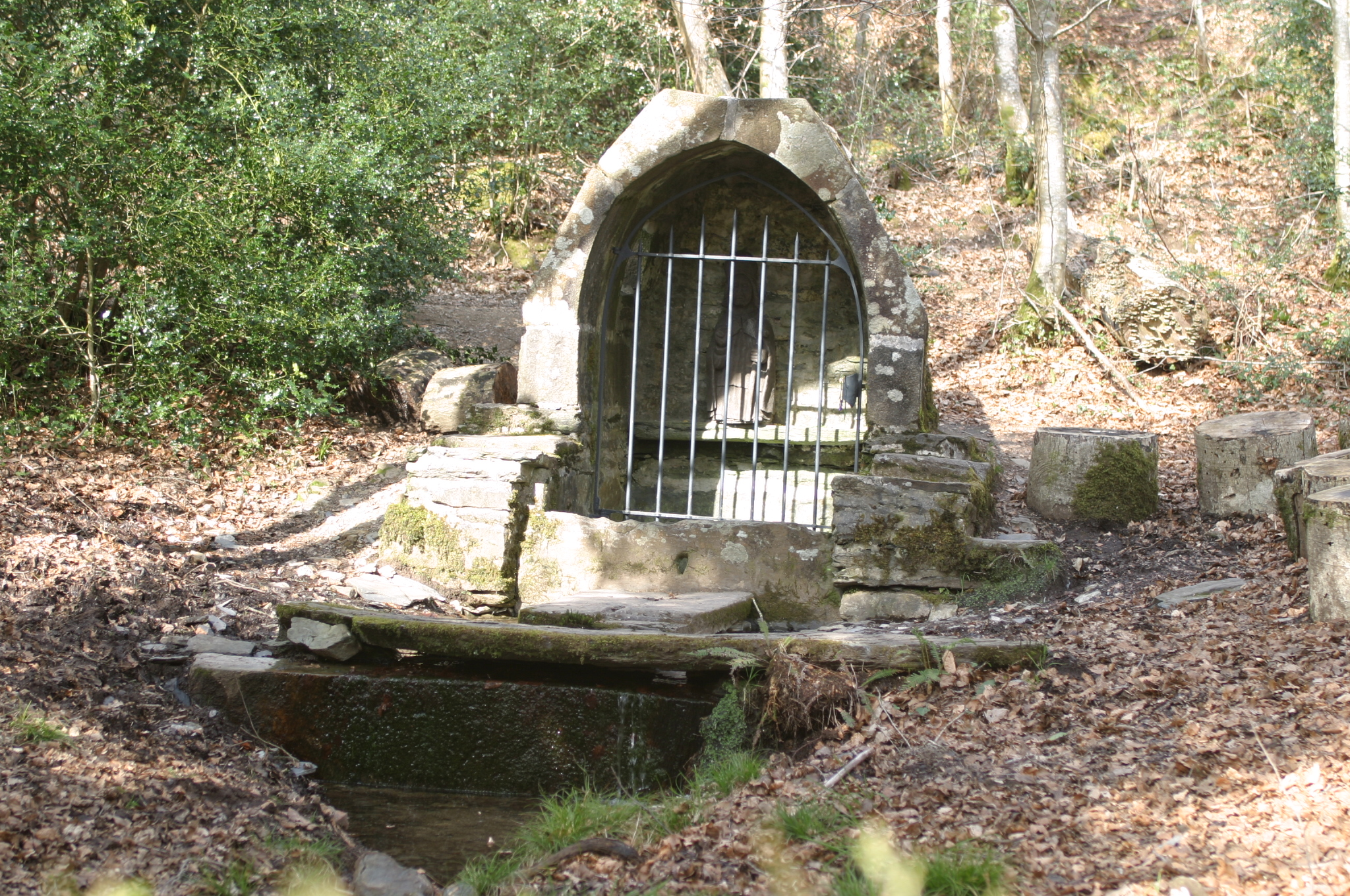
Forêt du Cranou-Fontaine de Saint-Conval.

En las cercanías del arboreto dentro de la « Forêt du Cranou» nos encontramos con un "Monumento Histórico de Francia" « Calvaire-fontaine de Saint-Conval». La fuente con una estatua de San Gonval y el Calvario son los únicos restos de una capilla del siglo XV destruido durante la Segunda Guerra Mundial. El bosque de Crannou fue durante el reinado de Luis XIV, explotado por la madera para la construcción naval. Una casa y sus dependencias fueron asignados al intendente de las operaciones y luego se edificó la capilla.